# Ceka

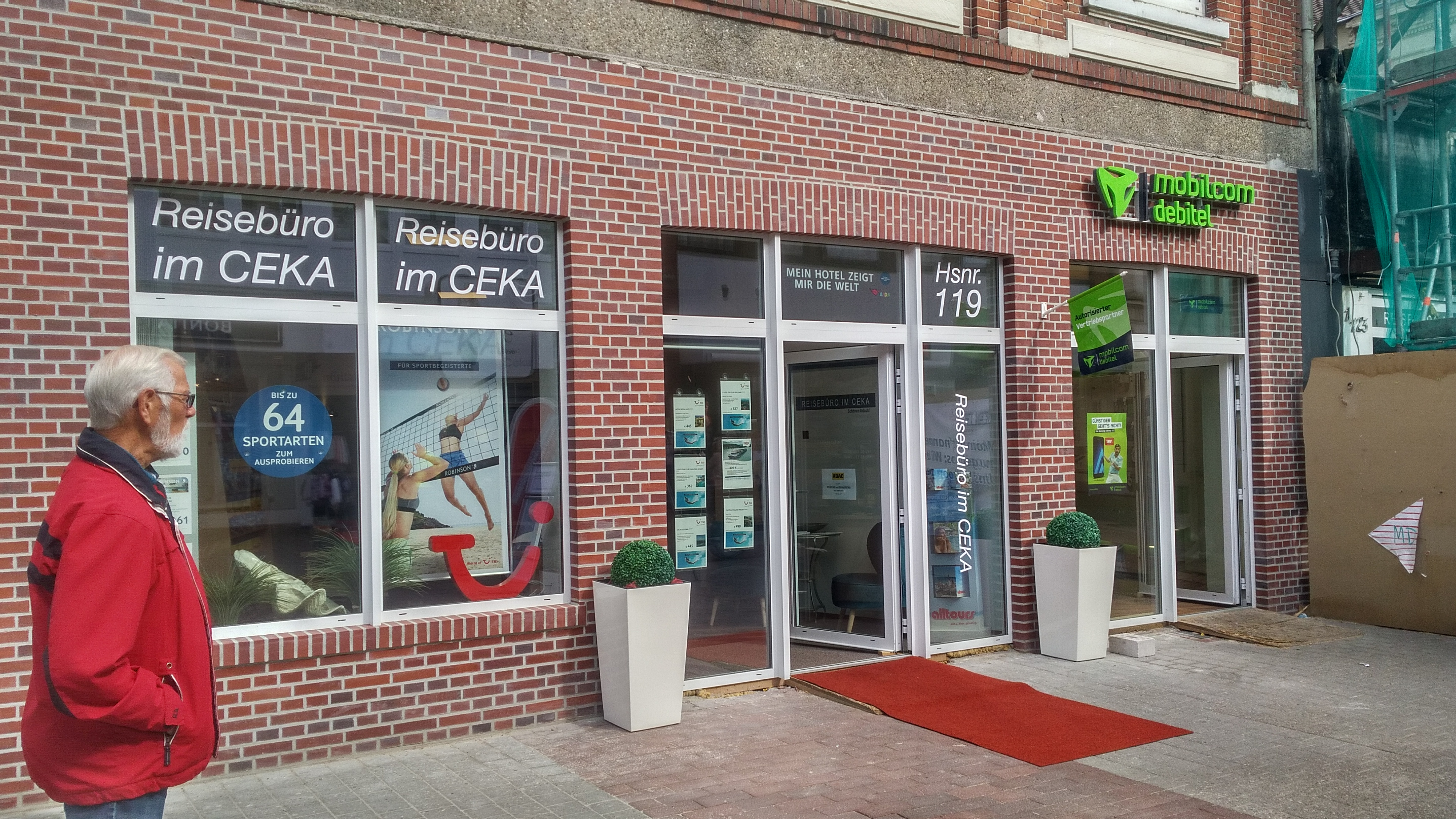
reisbureau in de Ceka, Leer

Ceka (Centralkaufhaus) is een warenhuisketen in het noordwesten van Duitsland. De keten met het stamhuis van 4.200m² in Leer die werd opgericht in 1950 heeft 14 filialen (2021).
Het eerste Ceka-warenhuis werd op 25 juli 1950 geopend door Hans Többens en zijn vrouw Anne in de Mühlenstrasse in Leer. Op een oppervlakte van 200 m² bood de winkel een gevarieerd assortiment van zaken waar toendertijd dringend behoefte aan was. Na de Tweede Wereldoorlog was de economie op een dieptepunt en was een groot deel van de inwoners van Leer vluchteling, die weinig bezittingen hadden kunnen redden.   
In de volgende jaren werd de winkel uitgebreid en werden nieuwe filialen geopend. Het eerste nieuwe filiaal opende op 25 juni 1956 in Papenburg. Daarna volgden filialen in Meppen, Haren, Norden, Cloppenburg, Nordhorn, Dörpen, Bad Zwischenahn, Uelzen, Gifhorn, Lübbecke, Diepholz (voormalig Kaufhaus Seitz), en Lengerich. In maart 2018 werd een filiaal geopend in Schortens. Het filiaal in Lübbecke sloot op 31 maart 2011.
Op 21 februari 2022 werden filialen geopend in Haltern am See en Dülmen, waar voorheen modehuis Ferno gevestigd was. Ceka exploiteert naast de warenhuizen ook nog drie Tom Tailor-winkels.     
In 1981 werd de leiding door Hans overgedragen aan zijn zoon Harald. Sinds 2014 is Mara Többens, de dochter van Harald, toegetreden tot de leiding van het bedrijf.    
In de warenhuizen wordt een deel van de winkeloppervlakte verhuurd aan derden, waaronder bakkers, kapsalons en reisbureaus.